# Liste der Kulturdenkmäler in Elgershausen
Die folgende Liste enthält die in der Denkmaltopographie ausgewiesenen Kulturdenkmäler auf dem Gebiet des Ortsteils Elgershausen der Gemeinde Schauenburg, Landkreis Kassel, Hessen.
Hinweis: Die Reihenfolge der Denkmäler in dieser Liste orientiert sich an der Anschrift, alternativ ist sie auch nach der Bezeichnung oder der Bauzeit sortierbar.
Kulturdenkmäler werden fortlaufend im Denkmalverzeichnis des Landes Hessen durch das Landesamt für Denkmalpflege Hessen auf Basis des Hessischen Denkmalschutzgesetzes (HDSchG) geführt. Die Schutzwürdigkeit eines Kulturdenkmals hängt nicht von der Eintragung in das Denkmalverzeichnis des Landes Hessen oder der Veröffentlichung in der Denkmaltopographie ab.

Das Vorhandensein oder Fehlen eines Objekts in dieser Liste ist keine rechtsverbindliche Auskunft darüber, ob es Kulturdenkmal ist oder nicht: Diese Liste entspricht möglicherweise nicht dem aktuellen Stand der offiziellen Denkmaltopographie. Diese ist für Hessen in den entsprechenden Bänden der Denkmaltopographie Bundesrepublik Deutschland und im Internet unter DenkXweb – Kulturdenkmäler in Hessen einsehbar. Auch diese Quellen sind, obwohl sie durch das Landesamt für Denkmalpflege Hessen aktualisiert werden, nicht immer aktuell, da es im Denkmalbestand immer wieder Änderungen gibt.
Eine verbindliche Auskunft erteilt allein das Landesamt für Denkmalpflege Hessen.
Nutze diese Kartenansicht, um Koordinaten in der Liste zu setzen. In dieser Kartenansicht sind Kulturdenkmale ohne Koordinaten mit einem roten bzw. orangen Marker dargestellt und können in der Karte gesetzt werden. Kulturdenkmale ohne Bild sind mit einem blauen bzw. roten Marker gekennzeichnet, Kulturdenkmale mit Bild mit einem grünen bzw. orangen Marker.
| Bild            | Bezeichnung                    | Lage | Beschreibung | Bauzeit | Objekt-Nr. |
| --------------- | ------------------------------ | --- | ------------ | ------- | ---------- |
| Bild gesucht BW | Ehem. Forsthaus                | Am Hirzstein 1 Lage |              |         | 88239 DDB  |
| Bahnhof         | Bahnhof                        | Bahnhofstraße 40 Lage |              |         | 88240 DDB  |
| Bild gesucht BW | Ehem. Buchenmühle              | Bergstraße 1 Lage |              |         | 88241 DDB  |
| Bild gesucht BW | Sachgesamtheit Eisenbahn       | Eisenbahn Stockländer Spohrweg 51 Korbacher Straße In der Firnsbach Hölzchenfeld Hinterm Fohlenstall Firnsbach Bauna Bahnhofstraße 40 Bahnhofstraße Lage |              |         | 954973 DDB |
| Bild gesucht BW | Eisenbahnbrücke über die Bauna | Eisenbahn Bauna Lage |              |         | 88244 DDB  |
| Bild gesucht BW |                                | Hirtenstraße 4 Lage |              |         | 88242 DDB  |
| Bild gesucht BW | Ehem. Katzenmühle              | Katzenmühle 1 Lage |              |         | 88243 DDB  |
| Bild gesucht BW | Ehem. Dorfgerichtsplatz        | Korbacher Straße Lage |              |         | 88245 DDB  |
| Bild gesucht BW |                                | Korbacher Straße 1B Lage |              |         | 88278 DDB  |
| Bild gesucht BW |                                | Korbacher Straße 21 Lage |              |         | 88246 DDB  |
|                 |                                | Korbacher Straße 47 Lage |              | um 1900 | 88247 DDB  |
| Bild gesucht BW |                                | Korbacher Straße 50 Lage |              |         | 88248 DDB  |
| Bild gesucht BW |                                | Korbacher Straße 55 Lage |              |         | 88249 DDB  |
| Bild gesucht BW |                                | Korbacher Straße 57 Lage |              |         | 88250 DDB  |
| Bild gesucht BW |                                | Korbacher Straße 59 Lage |              |         | 88251 DDB  |
| Bild gesucht BW |                                | Korbacher Straße 61 Lage |              |         | 88252 DDB  |
| Bild gesucht BW |                                | Korbacher Straße 67 Lage |              |         | 88253 DDB  |
| Bild gesucht BW |                                | Korbacher Straße 78 Lage |              |         | 88254 DDB  |
| Bild gesucht BW |                                | Korbacher Straße 80 Lage |              |         | 88255 DDB  |
| Bild gesucht BW |                                | Korbacher Straße 84 Lage |              |         | 88256 DDB  |
| Bild gesucht BW | Gasthaus                       | Korbacher Straße 86 Lage |              |         | 88257 DDB  |
| Bild gesucht BW |                                | Korbacher Straße 91 Lage |              |         | 88258 DDB  |
| Bild gesucht BW |                                | Korbacher Straße 93 Lage |              |         | 88259 DDB  |
| Bild gesucht BW |                                | Korbacher Straße 95 Lage |              |         | 88260 DDB  |
|                 |                                | Korbacher Straße 101 Lage |              | um 1800 | 88261 DDB  |
| Bild gesucht BW |                                | Kurze Baunastraße 15 Lage |              |         | 88262 DDB  |
| Bild gesucht BW |                                | Kurze Baunastraße 17 Lage |              |         | 88263 DDB  |
| Bild gesucht BW |                                | Kurze Baunastraße 19 Lage |              |         | 88264 DDB  |
| Bild gesucht BW |                                | Lange Baunastraße 30 Lage |              |         | 88265 DDB  |
| Bild gesucht BW |                                | Lange Baunastraße 52 Lage |              |         | 88266 DDB  |
| Bild gesucht BW |                                | Lange Baunastraße 54 Lage |              |         | 88267 DDB  |
| Bild gesucht BW |                                | Lange Baunastraße 58 Lage |              |         | 88268 DDB  |
| Bild gesucht BW |                                | Lange Baunastraße 66 Lage |              |         | 88269 DDB  |
| Bild gesucht BW |                                | Mühlenweg 2 Lage |              |         | 88270 DDB  |
| Bild gesucht BW |                                | Mühlenweg 12 Lage |              |         | 88271 DDB  |
| Bild gesucht BW |                                | Mühlenweg 16 Lage |              |         | 88272 DDB  |
| Bild gesucht BW |                                | Mühlenweg 20 Lage |              |         | 88273 DDB  |
| Bild gesucht BW | Ev. Kirche                     | Oberer Kirchweg Lage |              |         | 88274 DDB  |
| Bild gesucht BW | Pfarrhaus                      | Oberer Kirchweg 12 Lage |              |         | 88275 DDB  |
| Bild gesucht BW |                                | Oberer Kirchweg 14 Lage |              |         | 88276 DDB  |
| Bild gesucht BW | Ehem. Schule                   | Poststraße 6 Lage |              |         | 88277 DDB  |